# Andrzej Krzyształowicz (hodowca koni)
Andrzej Krzyształowicz (ur. 2 kwietnia 1915 w Wiedniu, zm. 19 września 1998 w Janowie Podlaskim w województwie lubelskim, w powiecie bialskim) – polski hodowca koni, inżynier rolnictwa. Wieloletni dyrektor Stadniny Koni w Janowie Podlaskim.

## Życiorys
Od dzieciństwa był związany z rolnictwem dzięki ojcu, który administrował majątek Dzieduszyckich w Zarzeczu - w województwie podkarpackim, w powiecie przeworskim, w gminie Zarzecze, a następnie od 1923 po przeniesieniu się do Łańcuta został dyrektorem naczelnym majątków hrabiego Alfreda Potockiego. W skład majątków wchodziła Albigowa ze stadniną koni pełnej krwi angielskiej, gdzie pod okiem Bolesława Orłosia zainteresował się hodowlą koni i jazdą konną.
Po uzyskaniu matury w 1933 we Lwowie, po nieudanym starcie ze względów zdrowotnych do szkoły lotniczej w Dęblinie rozpoczął studia rolnicze na Uniwersytecie im. Adama Mickiewicza w Poznaniu. Specjalizował się w hodowli koni u prof. Tadeusza Vetulaniego. Pod kierunkiem profesora powstała praca dyplomowa Andrzeja Krzyształowicza Monografia Stadniny Koni w Janowie Podlaskim po trzymiesięcznej praktyce w stadninie w Janowie Podlaskim, podczas której zbierał materiały do pracy. Po ukończeniu studiów został zastępcą dyrektora stadniny w Janowie Podlaskim.
11 września 1939 na polecenie władz uczestniczył w ewakuacji stadniny na wschód, ale po 17 września podjęto decyzję powrotu do Janowa Podlaskiego, co nastąpiło 24 września. Tego samego dnia do miasta wkroczyły oddziały Armii Czerwonej i rozpoczęła się grabież koni, sprzętu i paszy. Materiał zarodowy zaginął w ok. 90%. Z tego powodu Krzyształowicz w październiku 1939 ucieka z Janowa. Powraca w styczniu 1940 i zatrudniony zostaje początkowo na stanowisku masztalerza, następnie koniuszego i asystenta technicznego stadniny pod zarządem niemieckim i jego komendanta płk. Hansa Fellgiebela. Inżynier Krzyształowicz przez całą okupację brał aktywny udział w odtwarzaniu janowskiego stada, które w końcu 1942 osiągnęło stan ilościowy z dnia wybuchu wojny.
16 lipca 1944 ma miejsce następna ewakuacja stadniny wraz z 55 pracownikami pod kierownictwem Andrzeja Krzyształowicza, tym razem na zachód do Niemiec transportem kolejowym początkowo do miasteczka Sohland w Saksonii. Wraz z nim ewakuowała się także jego żona i córka. Następnie w lutym 1945 stadnina została ewakuowana marszem pieszym dalej na północny zachód, podczas którego w nocy z 13 na 14 lutego trafiła do bombardowanego Drezna (zginęło 21 ogierów) i po paru dniach do Torgau, aby dotrzeć w końcu stamtąd transportem kolejowym w okolice Kilonii do Nettelau.
Do Polski powrócił z ostatnim transportem koni w listopadzie 1946. Konie janowskie z powodu zniszczeń wojennych w Janowie trafiły do Posadowa, z którego zaczęły powracać od 1950. Andrzej Krzyształowicz w grudniu 1951 został służbowo przeniesiony do PSO Białka, gdzie objął stanowisko rejonowego inspektora hodowli koni na województwa południowo-wschodnie. do Janowa powrócił w 1956 obejmując stanowisko dyrektora stadniny, które piastował do przejścia na emeryturę w 1991.
Od zorganizowania pierwszej aukcji konia arabskiego w 1970 w związku z rosnącym zainteresowaniem końmi arabskimi w świecie Andrzej Krzyształowicz był ich gospodarzem, „dobrym duchem" i legendą. Był wysokiej klasy hodowcą, o czym świadczą osiągnięcia koni jego hodowli, np. Artemor, na którym Jan Kowalczyk zdobył złoty medal olimpijski w skokach przez przeszkody w 1980 w Moskwie. Był jednocześnie wychowawcą powojennych pokoleń hodowców koni w Polsce, dla których był wzorem fachowości, sumienności i oddania dla zawodu.
Zmarł 19 września 1998 w Janowie Podlaskim i został pochowany na miejscowym cmentarzu.